# Champions Trophy mannen 1987
De negende editie van de strijd om de Champions Trophy had plaats van vrijdag 19 juni tot en met zondag 28 juni 1987 in het Wagener-stadion in Amstelveen, en viel samen met de eerste editie van de Champions Trophy voor vrouwen. Bij de mannen deden voor het eerst niet de gebruikelijke zes, maar acht landen mee aan het jaarlijkse hockeytoernooi. Reden daarvoor was het feit dat Nederland en Pakistan in het voorafgaande jaar zich via het wereldkampioenschap in Londen niet hadden weten te plaatsen voor het elitetoernooi. Deelnemende landen waren: Argentinië, Australië, Groot-Brittannië, gastland Nederland, Pakistan, Sovjet-Unie, Spanje en titelverdediger West-Duitsland. Na afloop werd de West-Duitser Stefan Blöcher uitgeroepen tot beste speler van het toernooi.

## Selecties

### Groot-Brittannië
1. Paul Barber
2. Stephen Batchelor
3. Kulbir Bhaura
4. Robert Clift
5. Richard Dodds
6. David Faulkner
7. Martin Grimley

1. Sean Kirly
2. Jimmy Kirkwood
3. Sam Martin
4. William McConnell
5. John Shaw
6. Imran Sherwani
7. Ian Taylor

Bondscoach: Bernie Cotton
- Manager: Roger Self

### Nederland
1. Frank Leistra (gk)
2. Patrick Faber
3. Cees Jan Diepeveen
4. Maurits Crucq
5. René Klaassen
6. Hendrik Jan Kooijman
7. Marc Delissen
8. Jacques Brinkman

1. Robbert Delissen
2. Theodoor Doyer
3. Floris Jan Bovelander
4. Gert Jan Schlatmann
5. Ronald Jansen (gk)
6. Tom van 't Hek
7. Erik Parlevliet
8. Taco van den Honert

Bondscoach: Hans Jorritsma

### West-Duitsland
- Stefan Blöcher
- Dirk Brinkmann
- Heiner Dopp
- Henning Fastrich
- Carsten Fischer
- Tobias Frank
- Volker Fried
- Ulrich Hänel

- Michael Hilgers
- Joachim Hürter
- Andreas Keller
- Volker Knapp
- Michael Metz
- Thomas Reck
- Christian Schliemann
- Ekkhard Schmidt-Opper

Bondscoach: Klaus Kleiter

## Scheidsrechters
- Roger Webb
- Khizar Bajwa
- Alain Renaud
- Santiago Deo
- Eduardo Ruiz
- Seif Eldine Ahmed
- Dennis Meredith

## Uitslagen
Vrijdag 19 juni
- West-Duitsland - Groot-Brittannië 3-1
- Australië - Argentinië 4-1
- Pakistan - Sovjet-Unie 2-0
- Nederland - Spanje 1-0

Zaterdag 20 juni
- West-Duitsland - Argentinië 4-0
- Groot-Brittannië - Australië 1-1
- Nederland - Pakistan 2-1
- Sovjet-Unie - Spanje 2-1

Maandag 22 juni
- Australië - Sovjet-Unie 2-1
- Groot-Brittannië - Spanje 5-1
- Argentinië - Pakistan 2-0
- Nederland - West-Duitsland 1-1

Dinsdag 23 juni
- Groot-Brittannië - Sovjet-Unie 2-0
- Australië - Spanje 3-1
- West-Duitsland - Pakistan 2-1
- Nederland - Argentinië 5-0

Donderdag 25 juni
- Pakistan - Spanje 1-2
- West-Duitsland - Australië 2-2
- Groot-Brittannië - Argentinië 0-0
- Nederland - Sovjet-Unie 4-1

Vrijdag 26 juni
- Australië - Pakistan 3-1
- West-Duitsland - Spanje 1-0
- Nederland-Groot - Brittannië 0-1
- Argentinië - Sovjet-Unie 2-1

Zondag 28 juni
- West-Duitsland - Sovjet-Unie 5-2
- Argentinië - Spanje 1-1
- Nederland - Australië 2-1
- Groot-Brittannië - Pakistan 5-3

## Eindstand
| №      | Land             | WG | W | G | V | DV | DT | +/– | Punten |
| ------ | ---------------- | -- | - | - | - | -- | -- | --- | ------ |
| Goud   | West-Duitsland   | 7  | 5 | 2 | 0 | 18 | 1  | +11 | 12     |
| Zilver | Nederland        | 7  | 5 | 1 | 1 | 15 | 5  | +10 | 11     |
| Brons  | Australië        | 7  | 4 | 2 | 1 | 16 | 9  | +7  | 10     |
| 4      | Groot-Brittannië | 7  | 4 | 2 | 1 | 15 | 8  | +7  | 10     |
| 5      | Argentinië       | 7  | 2 | 2 | 3 | 6  | 15 | –9  | 6      |
| 6      | Spanje           | 7  | 1 | 1 | 5 | 6  | 14 | –8  | 3      |
| 7      | Pakistan         | 7  | 1 | 0 | 6 | 9  | 16 | –7  | 2      |
| 8      | Sovjet-Unie      | 7  | 1 | 0 | 6 | 7  | 18 | –11 | 2      |

## Topscorers
- In onderstaand overzicht zijn alleen de spelers opgenomen met vier of meer treffers achter hun naam.

| № | Naam                  | Land                | Goals | SC | SB |
| - | --------------------- | ------------------- | ----- | -- | -- |
| 1 | Stefan Blöcher        | West-Duitsland      | 7     |    |    |
|   | Floris Jan Bovelander | Nederland           | 7     |    |    |
| 3 | Aleksandr Goncharov   | Sovjet-Unie         | 5     |    |    |
|   | Sean Kerly            | Verenigd Koninkrijk | 5     |    |    |
| 5 | Martyn Grimley        | Verenigd Koninkrijk | 4     |    |    |
|   | Mark Hager            | Australië           | 4     |    |    |

Mannen:
Lahore 1978 ·
Karachi 1980 ·
Karachi 1981 ·
Amstelveen 1982 ·
Karachi 1983 ·
Karachi 1984 ·
Perth 1985 ·
Karachi 1986 ·
Amstelveen 1987 ·
Lahore 1988 ·
Berlijn 1989 ·
Melbourne 1990 ·
Berlijn 1991 ·
Karachi 1992 ·
Kuala Lumpur 1993 ·
Lahore 1994 ·
Berlijn 1995 ·
Chennai 1996 ·
Adelaide 1997 ·
Lahore 1998 ·
Brisbane 1999 ·
Amstelveen 2000 ·
Rotterdam 2001 ·
Keulen 2002 ·
Amstelveen 2003 ·
Lahore 2004 ·
Chennai 2005 ·
Barcelona 2006 ·
Kuala Lumpur 2007 ·
Rotterdam 2008 ·
Melbourne 2009 ·
Mönchengladbach 2010 ·
Auckland 2011 ·
Melbourne 2012 ·
Bhubaneswar 2014 ·
Londen 2016 ·
Breda 2018
Vrouwen:
Amstelveen 1987 ·
Frankfurt 1989 ·
Berlijn 1991 ·
Amstelveen 1993 ·
Mar del Plata 1995 ·
Berlijn 1997 ·
Brisbane 1999 ·
Amstelveen 2000 ·
Amstelveen 2001 ·
Macau 2002 ·
Sydney 2003 ·
Rosario 2004 ·
Canberra 2005 ·
Amstelveen 2006 ·
Quilmes 2007 ·
Mönchengladbach 2008 ·
Melbourne 2009 ·
Nottingham 2010 ·
Amstelveen 2011 ·
Rosario 2012 ·
Mendoza 2014 ·
Londen 2016 ·
Changzhou 2018